# Arquidiocese de Teresina
A Arquidiocese de Teresina (Archidiœcesis Teresiana) é uma circunscrição eclesiástica da Igreja Católica no Brasil. É a sé metropolitana da Província Eclesiástica de Teresina e pertence ao regional Nordeste 4 da Conferência Nacional dos Bispos do Brasil. Sua sede está no município de Teresina, capital do estado do Piauí.

## Histórico
A diocese do Piauí foi criada em 20 de fevereiro de 1902 por meio da bula Supremum Catholicam Ecclesiam, do Papa Leão XIII, a partir do desmembramento da diocese de São Luís do Maranhão. Em 18 de junho de 1920 cedeu parte de seu território para a criação da prelazia de Bom Jesus do Piauí. Em 16 de dezembro de 1944, seu nome foi alterado para diocese de Teresina, por ocasião da criação das dioceses de Oeiras e Parnaíba. Em 9 de agosto de 1952 foi elevada à dignidade de arquidiocese e sé metropolitana.
O IBGE estima que a população de Teresina em 2019 era de 864.845 habitantes. De acordo com dados do Instituto, na capital cerca de 86% dos fiéis são católicos. No Piauí o número corresponde a 89%. Em relação aos evangélicos, Teresina lidera frente a outros municípios piauienses. Na capital, estes fiéis somam quase 9% enquanto que no interior chegam a 6%.
A Arquidiocese de Teresina, abrange 22 municípios do estado do Piauí com população total de 1.110.567 de habitantes, dos quais 944.520 são cristãos sob o pastoril de Dom Juarez Marques Sousa da Silva.

## Bispos e arcebispos
| #                   | Nome                              | Período    | Notas                         |
| Arcebispos          | Arcebispos                        | Arcebispos | Arcebispos                    |
| ------------------- | --------------------------------- | ---------- | ----------------------------- |
| 8º                  | Juarez Marques Sousa da Silva     | 2023-      | atual                         |
| 7º                  | Jacinto Furtado de Brito Sobrinho | 2012-2023  |                               |
| 6º                  | Sérgio da Rocha                   | 2008-2011  | Nomeado arcebispo de Brasília |
| 5º                  | Celso José Pinto da Silva         | 2001-2008  |                               |
| 4º                  | Miguel Fenelon Câmara Filho       | 1984-2001  |                               |
| 3º                  | José Freire Falcão                | 1971-1984  | Nomeado arcebispo de Brasília |
| 2º                  | Avelar Brandão Vilela             | 1955-1971  | Nomeado arcebispo de Salvador |
| 1º                  | Severino Vieira de Melo           | 1952-1955  |                               |
| Bispos auxiliares   |                                   |            |                               |
|                     | José González Alonso              | 1994-2001  | Nomeado bispo de Cajazeiras   |
|                     | Raimundo de Castro e Silva        | 1950-1954  | Nomeado bispo de Oeiras       |
| Bispos              |                                   |            |                               |
| 3º                  | Severino Vieira de Melo           | 1923-1952  |                               |
| 2º                  | Otaviano Pereira de Albuquerque   | 1914-1922  | Nomeado bispo de Campos       |
| 1º                  | Joaquim Antônio d'Almeida         | 1905-1910  | Nomeado bispo de Natal        |
| Arcebispo coadjutor |                                   |            |                               |
|                     | Sérgio da Rocha                   | 2007-2008  |                               |